# Radio Schleswig-Holstein
Radio Schleswig-Holstein (R.SH) est une radio privée allemande régionale diffusant dans le Land de Schleswig-Holstein.

## Histoire
Radio Schleswig-Holstein commence à émettre ses programmes le 1er juillet 1986 et devient la première radio privée allemande régionale à émettre sur 24 heures. RPR1 apparaît pareillement le 30 avril 1986, mais sa fréquence est partagée avec trois autres programmes (LR Linksrheinischer Rundfunk, PRO Radio 4 et Radio 85). Très vite, R.SH s'oriente vers un public d'adultes contemportains et modifie son programme en conséquence.
Elle cherche aussi à se distinguer de sa principale concurrente, NDR 2, comme au niveau de l'information. Le directeur des programmes Hermann Stümpert (de) estime que le bulletin de NDR2 toutes les heures est un point faible. Il décale son journal peu après pour qu'on puisse passer d'une station à l'autre. Ce décalage existe toujours.
R.SH partage ses studios à Kiel avec ses deux radios sœurs delta radio et Radio NORA (de) qui ciblent aussi un public de 14 à 49 ans.
Selon Media-Analyse 2011 Radio, R.SH capte 20,3% de part de marché, derrière NDR 1 Welle Nord, atteignant 1,2 million d'auditeurs.
R.SH appartient à 100% à Regiocast, entreprise elle-même détenue à hauteur de 40% par des journaux de la région du Schleswig-Holstein. À l'origine, R.SH était la propriété de ces mêmes éditeurs.
La radio ne possède plus de bureau de rédaction. Elle diffuse les bulletins rédigés par Regiocast Radioservices (anciennement ANN - Audio News Network GmbH). ANN était une agence de presse pour des médias privés du Schleswig-Holstein. Les stations plus locales sont fermées en 2003, pour des raisons d'économie.
En plus des actualités nationales et internationales, un bulletin d'informations régionales est diffusé plusieurs fois par jour. Dans le nord du Land, le quotidien régional Flensborg Avis (de) se charge d'un bulletin à destination de la minorité parlant le danois.

## Réception
Radio Schleswig-Holstein émet principalement dans le Schleswig-Holstein, mais aussi à Hambourg, le nord de la Basse-Saxe et l'ouest du Mecklembourg-Poméranie-Occidentale. On peut aussi entendre R.SH dans le Danemark-du-Sud via l'émetteur de Flensbourg, et plus au nord, vers Ejer Bavnehøj, à environ 40 km d'Aarhus.

### Source de la traduction
- (de) Cet article est partiellement ou en totalité issu de l’article de Wikipédia en allemand intitulé « Radio Schleswig-Holstein » (voir la liste des auteurs).